# Nybyn (Älvsbyn)
Nybyn is een plaats in de gemeente Älvsbyn in het landschap Norrbotten en de provincie Norrbottens län in Zweden. De plaats heeft 61 inwoners (2005) en een oppervlakte van 21 hectare. De plaats ligt aan de rivier de Pite älven en wordt omringd door zowel landbouwgrond als naaldbos. De plaats Älvsbyn ligt ongeveer vijfentwintig kilometer ten noordwesten van het dorp.
Bestuurscentrum: Älvsbyn
Tätort: Korsträsk · Vidsel · Vistträsk
Småort: Bredsel · Nybyn · Nystrand · Pålsträsk · Tvärån · Övrebyn · Övre Tväråsel
Overig: Arvidsträsk · Granträsk (Älvsbyn)